# Idiocera (Idiocera) hoogstraali
Idiocera (Idiocera) hoogstraali is een tweevleugelige uit de familie steltmuggen (Limoniidae). De soort komt voor in het Neotropisch gebied.